# Xử lý tín hiệu

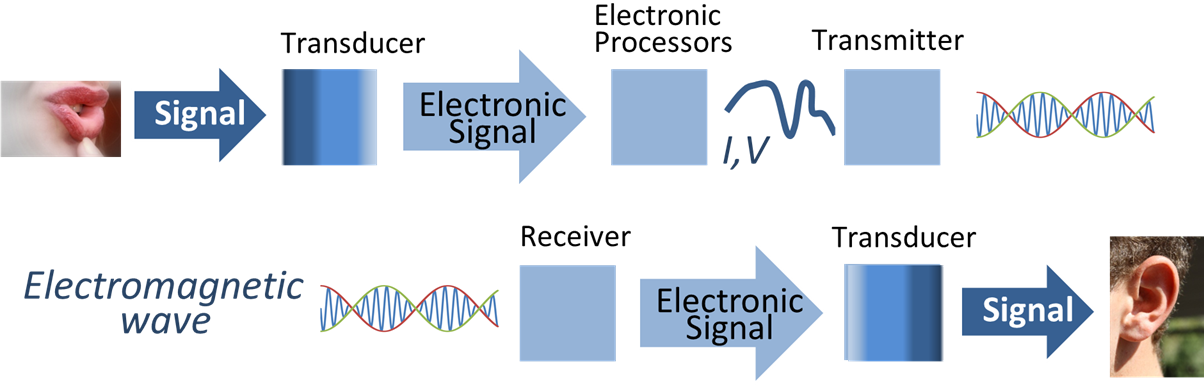
Truyền tín hiệu sử dụng xử lý tín hiệu điện tử. Bộ chuyển đổi chuyển đổi tín hiệu từ vật lý khác dạng sóng để điện hiện tại hoặc điện áp dạng sóng, mà sau đó được xử lý, truyền dưới dạng sóng điện từ, tiếp nhận và chuyển đổi bởi một bộ chuyển đổi về dạng thức.

Xử lý tín hiệu là một trường con kỹ thuật điện tập trung vào phân tích, sửa đổi và tổng hợp các tín hiệu như âm thanh, hình ảnh và các phép đo khoa học. Kỹ thuật xử lý tín hiệu có thể được sử dụng để cải thiện truyền dẫn, hiệu quả lưu trữ và chất lượng chủ quan và cũng nhấn mạnh hoặc phát hiện các thành phần quan tâm trong tín hiệu đo lường.

## Lịch sử
Theo Alan V. Oppenheim và Ronald W. Schafer, các nguyên tắc xử lý tín hiệu có thể được thấy trong các kỹ thuật giải tích số cổ điển của thế kỷ 17. Họ nói thêm rằng sự tinh chỉnh kỹ thuật số của các kỹ thuật này có thể được tìm thấy trong các hệ thống điều khiển kỹ thuật số của những năm 1940 và 1950.
Năm 1948, Claude Shannon đã viết một bài báo có ảnh hưởng với tiêu đề "Một lý thuyết toán học về truyền thông " được xuất bản trên Tạp chí kỹ thuật hệ thống Bell. Bài viết đặt nền tảng cho sự phát triển sau này của các hệ thống truyền thông thông tin và xử lý tín hiệu để truyền tải.
Xử lý tín hiệu trưởng thành và phát triển mạnh mẽ vào những năm 1960 và 1970, và xử lý tín hiệu số được sử dụng rộng rãi với các chip xử lý tín hiệu số chuyên dụng trong những năm 1980.

## Phân loại

### Tương tự
Xử lý tín hiệu tương tự dành cho các tín hiệu chưa được số hóa, như trong hầu hết các hệ thống radio, điện thoại, radar và truyền hình thế kỷ 20. Điều này liên quan đến các mạch điện tử tuyến tính cũng như các mạch phi tuyến. Ví dụ, trước đây là các bộ lọc thụ động, bộ lọc hoạt động, bộ trộn phụ gia, bộ tích hợp và dòng trì hoãn. Mạch phi tuyến bao gồm bộ bù, bộ nhân (bộ trộn tần số, bộ khuếch đại điều khiển điện áp), bộ lọc điều khiển điện áp, bộ dao động điều khiển điện áp và vòng lặp pha.

### Thời gian liên tục
Xử lý tín hiệu thời gian liên tục dành cho các tín hiệu thay đổi theo sự thay đổi của miền liên tục (không xem xét một số điểm bị gián đoạn riêng lẻ).
Các phương pháp xử lý tín hiệu bao gồm miền thời gian, miền tần số và miền tần số phức. Công nghệ này chủ yếu thảo luận về mô hình hóa hệ thống liên tục bất biến theo thời gian tuyến tính, tích hợp phản ứng trạng thái không của hệ thống, thiết lập chức năng hệ thống và lọc thời gian liên tục các tín hiệu xác định

### Thời gian gián đoạn
Xử lý tín hiệu thời gian rời rạc dành cho các tín hiệu được lấy mẫu, chỉ được xác định tại các điểm riêng biệt theo thời gian và như vậy được lượng tử hóa theo thời gian, nhưng không phải là cường độ.
Xử lý tín hiệu thời gian rời tương tự là một công nghệ dựa trên các thiết bị điện tử như mạch mẫu và mạch giữ, bộ ghép kênh phân chia thời gian tương tự, đường trễ tương tự và thanh ghi dịch chuyển phản hồi tương tự. Công nghệ này là tiền thân của xử lý tín hiệu số (xem bên dưới) và vẫn được sử dụng trong xử lý tín hiệu gigahertz tiên tiến.
Khái niệm xử lý tín hiệu thời gian rời rạc cũng đề cập đến một môn học lý thuyết thiết lập một cơ sở toán học để xử lý tín hiệu số, mà không xem xét lỗi lượng tử hóa.

### Tín hiệu số
Xử lý tín hiệu số là xử lý các tín hiệu được lấy mẫu thời gian rời rạc số hóa. Việc xử lý được thực hiện bởi các máy tính đa năng hoặc bởi các mạch kỹ thuật số như ASIC, mảng cổng lập trình trường hoặc bộ xử lý tín hiệu số chuyên dụng (chip DSP). Các phép toán số học điển hình bao gồm điểm cố định và dấu phẩy động, giá trị thực và giá trị phức tạp, phép nhân và phép cộng. Các hoạt động điển hình khác được hỗ trợ bởi phần cứng là bộ đệm tròn và bảng tra cứu. Ví dụ về các thuật toán là bộ biến đổi Fourier nhanh (FFT), bộ lọc đáp ứng xung hữu hạn (FIR), bộ lọc đáp ứng xung vô hạn (IIR) và các bộ lọc thích ứng như bộ lọc Wiener và Kalman.

### Phi tuyến
Xử lý tín hiệu phi tuyến bao gồm việc phân tích và xử lý các tín hiệu được tạo ra từ các hệ thống phi tuyến và có thể thuộc các miền thời gian, tần số hoặc không gian thời gian. Hệ thống phi tuyến có thể tạo ra những hành vi rất phức tạp bao gồm bifurcations, hỗn loạn, giai điệu, và subharmonics mà không thể được sản xuất hoặc phân tích bằng phương pháp tuyến tính.

### Thống kê
Xử lý tín hiệu thống kê là một cách tiếp cận coi tín hiệu là các quá trình ngẫu nhiên, sử dụng các thuộc tính thống kê của chúng để thực hiện các nhiệm vụ xử lý tín hiệu. Kỹ thuật thống kê được sử dụng rộng rãi trong các ứng dụng xử lý tín hiệu. Ví dụ, người ta có thể mô hình hóa phân phối xác suất của nhiễu phát sinh khi chụp ảnh và xây dựng các kỹ thuật dựa trên mô hình này để giảm nhiễu trong ảnh thu được.